# 火薬類取扱保安責任者
火薬類取扱保安責任者（かやくるいとりあつかいほあんせきにんしゃ）は、火薬類保安責任者国家資格のうちの1つ。経済産業省管轄。火薬類取扱保安責任者の資格保有を証明して交付される公文書を火薬類取扱保安責任者免状という（免状の発行者は都道府県知事）。この資格を有する者は、労働安全衛生法第61条により、発破の業務に従事できる者として、発破技士資格と同等に扱われる。

## 分類

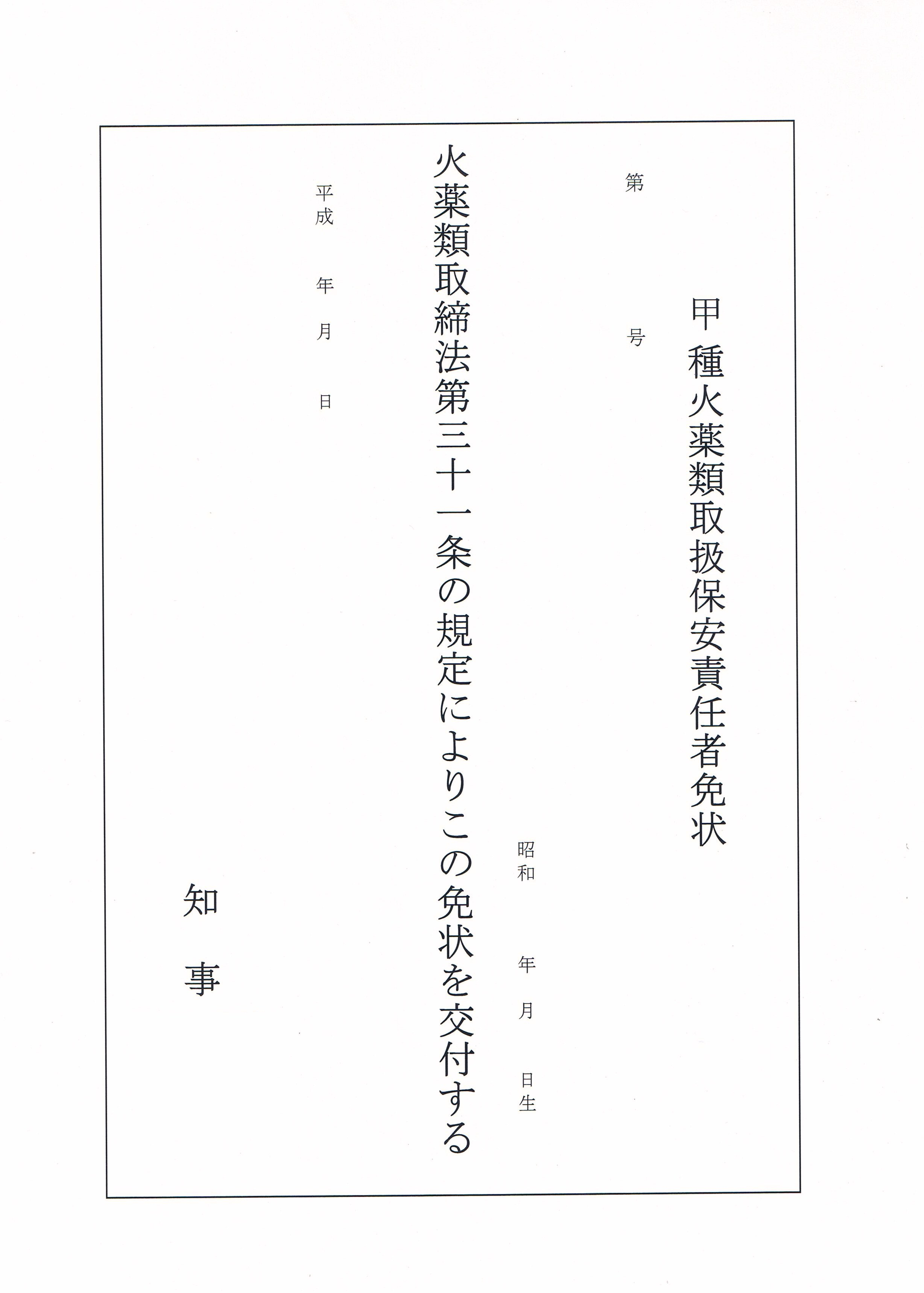
甲種火薬類取扱保安責任者免状。A4紙、縦に印刷文字のみの免状である。免状番号、氏名、生年月日、交付日と交付都道府県知事が記載され、その下に都道府県知事の公印が押される。乙種も同様式。

甲種と乙種に分かれ、甲種は火薬庫（煙火火薬庫、がん具煙火貯蔵庫及び導火線庫を除く）の所有者又は占有者において年20 t以上の爆薬、消費者において月1 t以上の火薬又は爆薬、乙種は火薬庫（煙火火薬庫、がん具煙火貯蔵庫及び導火線庫を除く）の所有者又は占有者において年20 t未満の爆薬、消費者において月25 kg以上1 t未満の火薬又は爆薬及び月1 t未満の無添加可塑性爆薬に制限がある。

## 試験
国家試験は年1回実施される（実施は、全国火薬類保安協会および下部組織の都道府県火薬類保安協会）。受験に際しての制限などは無いが、大学などで火薬学の単位を修めた者は一般火薬学の科目が免除される。
甲種または乙種火薬類製造保安責任者の資格を保有する者は申請により無試験で甲種または乙種火薬類取扱保安責任者の資格を取得することができる。（丙種火薬類製造保安責任者にはこの特典はない。丙種火薬類製造保安責任者が甲種または乙種火薬類取扱保安責任者の資格を取得するには、取扱保安責任者試験を受験して合格する必要がある。）

### 試験科目
甲種
1. 火薬類取締に関する法令
2. 一般火薬学

乙種
1. 火薬類取締に関する法令
2. 一般火薬学

## 備考
甲種または乙種の火薬類製造保安責任者および甲種または乙種の火薬類取扱保安責任者の資格を持つ者は、陸上自衛隊・海上自衛隊・航空自衛隊の技術陸曹・海曹・空曹の任用資格がある（丙種火薬類製造保安責任者にはなし）。本件の詳細は技術曹の項目を参照のこと。その他、コンクリート破砕器作業主任者技能講習の受講資格となっている（丙種火薬類製造保安責任者には受講資格はない）。